# Neothorelia
Neothorelia, monotipski rod drvenastih trajnica uključivanih svojevremeno u porodicu Stixaceae, a kasnije u Cleomaceae (Tropicos) i Capparaceae (Kew).

## Opis
Jedini predstavnik je N. laotica iz Laosa. To su drvenaste penjačice. Listovi naizmjenični, trodijelni, ekstipulirani, s pustulama po čitavim listićima. Cvat metličast (ponekad grozdast), aksilarni ili završni. Cvjetovi mali, na peteljci. Čašičnih listića 6, eliptičnih, postojanih u plodu. Latica 6. Prašnici brojni, mnogo premašuju perijant. Jajnik na produljenom ginoforu, 3-lokularan s aksilnom posteljicom; svaki lokul s 2 ovula; plod  bobica.
Rod je opisan u Bulletin de la Société Botanique de France 55: 269. 1908.